# Saint-Saturnin-sur-Loire
Saint-Saturnin-sur-Loire korábbi község Franciaország Loire mente régiójában, Maine-et-Loire megyében. 2016. december 15-én kilenc másik korábbi községgel egyesült és Brissac Loire Aubance új község része lett.
Lakosainak száma 1331 fő (2018. január 1.). Saint-Saturnin-sur-Loire Blaison-Saint-Sulpice, Brissac-Quincé, Charcé-Saint-Ellier-sur-Aubance, La Daguenière, Saint-Jean-des-Mauvrets és Saint-Sulpice községekkel határos.

## Népesség
A település népessége az elmúlt években az alábbi módon változott:
| Lakosok száma | 547  | 589  | 824  | 1080 | 1205 | 1319 | 1379 | 1389 | 1359 | 1331 |
|               | 1968 | 1975 | 1982 | 1990 | 1999 | 2011 | 2013 | 2015 | 2017 | 2018 |